# Jean-Baptiste de Monier du Castellet
Jean-Baptiste de Monier, marquis du Castellet, seigneur de Val d'Ardène et du Revest, né à Pignans le 9 décembre 1732 et mort à Aix-en-Provence le 8 mai 1811, est un officier de marine et aristocrate français des XVIIIe et XIXe siècles. Chef d'escadre des armées navales, il est directeur du port de Toulon pendant les troubles révolutionnaires de 1789-1792.

## Biographie

### Origines et famille
Jean-Baptiste de Monier est fils de Joseph-François de Monier du Castellet, enseigne des vaisseaux du roi, et de Blanche de Monier-Châteauvieux.
Il descend de la Maison de Monier, marquis et comtes du Castellet. Cette famille ancienne, originaire de Marseille et établie à Aix en Provence, dont la filiation est connue depuis Pons de Monier qui vivait vers 1460, a donné un grand nombre d'officiers de divers grades, plusieurs chevaliers de l'ordre de Malte, un chef d'escadre des armées navales, grand-croix de Saint-Louis, un contre-amiral et deux capitaines de vaisseaux décorés de l'ordre royal et militaire de Saint-Louis. Elle porte De gueules au chevron d'or accompagné de trois têtes d'aigle arrachées d'argent. 

### Carrière dans la Marine royale
Jean-Baptiste de Monier entre dans la Marine du Roi comme volontaire en 1747. Il intègre une compagnie de gardes de la Marine en 1748. Assez mal noté à ses débuts, ayant peu d'éducation, faisant peu de profits de son instruction, puis plus appliqué à partir de 1752. Il est enfin promu enseigne de vaisseau en 1754, puis lieutenant de vaisseau en 1762. Il est fait chevalier de Saint-Louis en 1771, et reçoit une commission de capitaine de vaisseau en 1777, quelques mois avant l'entrée en guerre du royaume de France.
Pendant la guerre d'Amérique de 1778 à 1783, il commande un vaisseau ou des divisions de vaisseaux séparés et prend une part très active dans tous les brillants combats que les Français livrent aux Anglais. Il est blessé sur La Chimère en 1778. Commandant en second sur Le César à Rhode Island et à la bataille de la Grenade en 1779, il commande La Sultane (1780-81), Le Suffisant (1782-1783), Le Séduisant (1785). Chevalier de Cincinnatus, chef de division des armées navales en mais 1786. Il est élevé, la même année, au rang de chef d'escadre des armées navales et nommé directeur général du port de Toulon aux appointements de 14 000 livres en novembre 1786.
Nommé directeur général du port de Toulon lorsque la Révolution éclate, il fait tous ses efforts avec le comte d'Albert de Rions qui commandait alors dans ce port pour en arrêter les progrès. Il est emprisonné par la foule lors du sac de l'hôtel de la Marine à Toulon en décembre 1789. Face à la dégradation de la situation, il est contraint de quitter la ville.
À Nice, le marquis du Castellet, parti avec sa femme (nièce de Suffren) pour satisfaire la municipalité, n'a plus d'argent (pas d'appointements à l'étranger, et pas de revenus en rentes). Il a tenu huit mois en « exil » (décembre 1789-août 1790). Il demande la permission de rentrer à Toulon (août 1790). Il habite alors une maison de campagne dans la vallée de Dardennes. Quelques jours après son retour, il est assailli (10 ou 11 août 1790), traîné par les chevilles, la tête sur le sol. On lui arrache les boucles d'argent de ses chaussures, la garde d'argent de son épée ; on lui casse sa tabatière de buis avec sa miniature ; on lui casse son épée ; on lui arrache ses poches qui contiennent deux écus de 6 francs et un gros sou de cuivre, qu'on lui vole ; on lui arrache sa croix de commandeur de Saint-Louis et celle de Cincinnatus. Et ce brillant officier de 57 ans n'est sauvé de la potence que par quelques grenadiers, soldats et « braves citoyens » disent les archives toulonnaises. Il sera nommé lui-même commandant en chef de cette ville en 1792. 
Il meurt en 1811 à Aix-en-Provence, couvert de blessures reçues au service du roi.

## Mariage et descendance
Le 29 mai 1780, à Sisteron, il épouse Marie-Thérèse Bernier de Pierrevert, nièce du bailli de Suffren. De cette union naît :
- Clotilde de Monier du Castellet. Elle épouse Achille de Cheffontaines, fils du comte de Cheffontaines, capitaine de frégate, chevalier de Saint-Louis, commandant eu second les élèves de la marine à Toulon.

### Sources et bibliographie
- Jean-Baptiste-Pierre Jullien de Courcelles, Dictionnaire universel de la noblesse de France, Au Bureau général de la noblesse de France, 1820, [lire en ligne], p. 37
- Michel Vergé-Franceschi, « Marine et Révolution. Les officiers de 1789 et leur devenir. », Histoire, économie et société, 9e année no 2,‎ 1990, p. 259-286 (lire en ligne).
- Belleguise, Les maintenues de noblesse en Provence, [lire en ligne], p. 109.